# Maxとき315号
「Maxとき315号」（マックスときさんびゃくじゅうごごう）は、日本の女性アイドルグループ・NGT48の楽曲。作詞は秋元康、作編曲は松本一也が担当した。センターポジションは高倉萌香が務めた。

## 背景とリリース
NGT48初のオリジナル楽曲で、2016年3月9日発売のAKB48 43rdシングル「君はメロディー」Type Dのカップリング曲として収録された。
タイトルの『Maxとき315号』は、上越新幹線の東京発新潟行き下り列車で、2012年9月30日から2019年3月15日まで実在した便名。歌唱メンバーは、兼任の柏木由紀を除く発売当時に在籍していた25名となっている。
AKB48グループの楽曲の投票イベント『AKB48グループ リクエストアワー セットリストベスト100 2017』では第1位を獲得した。
新型コロナウイルス感染拡大の影響により緊急事態宣言が出ていた2020年5月13日には、NGT48の全メンバーがそれぞれの自宅で撮影した映像による『Maxとき315号 おうちで踊ってみた』をYouTubeのNGT48公式チャンネルで公開した。当時のキャプテンだった角ゆりあの発案により企画したもので、「これを見て少しでも元気になってくれたら嬉しい」との願いを込めて制作したという。

## 音楽性と批評
ピアノとアコースティックギターで演奏されるイントロから、新潟を舞台にした小説『雪国』の冒頭を想起させるような歌詞のAメロでの歌い出しとなっている。楽曲は爽やかなアイドルソングである。
ドワンゴジェイピーnews編集部の高橋学は、同じ2016年にリリースされた「サイレントマジョリティー」（欅坂46）が刺激的な楽曲なのに対し、本曲はどこまでも優しい楽曲になっているといい、新潟の風景が浮かんでくるような歌詞であるが、それぞれの故郷を思い起こさせてくれる楽曲であるという。また、アイドルファンからは「2016年度のNo.1」とSNSで共有されることも多かったともいう。

## メディアでの使用
NGT48メンバーが出演する東日本旅客鉄道（JR東日本）新潟支社の旅ブランド『TYO』「ときめき、TYO」篇のCMソングに使用された。また、一正蒲鉾の減塩商品シリーズのCMソングにも使用されていた。

## ミュージック・ビデオ
ミュージック・ビデオ (MV) は新潟県各地で雪が降り積もるなか撮影され、萬代橋、万代シテイ周辺、NGT48劇場、新発田城址公園、帝京長岡高等学校などが確認できる。MV監督は中村太洸が務めた。

## 歌唱メンバー
- 大滝友梨亜
- 荻野由佳
- 小熊倫実
- 加藤美南
- 角ゆりあ
- 北原里英
- 日下部愛菜
- 佐藤杏樹
- 菅原りこ
- 清司麗菜
- 高倉萌香
- 髙橋真生
- 太野彩香
- 中井りか
- 中村歩加
- 奈良未遥
- 西潟茉莉奈
- 西村菜那子
- 長谷川玲奈
- 本間日陽
- 水澤彩佳
- 宮島亜弥
- 村雲颯香
- 山口真帆
- 山田野絵

## CGM48によるカバー
CGM48は、本楽曲を「Chiang Mai 106」というタイトルでカバーしている。「Maxとき315号」では上越新幹線の列車名をタイトルとしているが、「Chiang Mai 106」はチェンマイから南隣のランプーン県に通じる国道106号線をタイトルとしている。歌詞も原曲のメッセージ性を残しながらも細部を南国に合わせたものに変更している。

### 収録曲
| #  | タイトル                                                                   | 作詞                                                               | 作曲       | 編曲     | 時間 |
| -- | -------------------------------------------------------------------------- | ------------------------------------------------------------------ | ---------- | -------- | ---- |
| 1. | 「Chiang Mai 106」(原曲: NGT48の「Maxとき315号」)                          | 秋元康、Tanupop Notayanont（訳詞）、Pongchuk Pissathanporn（訳詞） | 松本一也   | 松本一也 | 4:43 |
| 2. | 「วาเลนไทน์โชคดี (Onegai Valentine)」(原曲: HKT48の「お願いヴァレンティヌ」) | 秋元康、Prapop Chomthaworn（訳詞）                                 | 小川コータ | 生田真心 | 5:03 |
| 3. | 「CGM48」(原曲: AKB48の「AKB48」)                                          | 秋元康、Pongchuk Pissathanporn（アレンジ）                         | 渡辺未来   | 梅堀淳   | 3:58 |
| 4. | 「Chiang Mai 106 (off vocal ver.)」                                        |                                                                    | 松本一也   | 松本一也 | 4:43 |
| 5. | 「วาเลนไทน์โชคดี (Onegai Valentine) (off vocal ver.)」                       |                                                                    | 小川コータ | 生田真心 | 5:03 |
| 6. | 「CGM48 (off vocal ver.)」                                                 |                                                                    | 渡辺未来   | 梅堀淳   | 3:58 |

### 選抜メンバー
| - いずりな(伊豆田莉奈) - オーム(Punyawee Jungcharoen) - ミルク(Chayanan Jedpeenongruamjai) - パリマ(Chutipapha Rattanakornyannawut) | - ピーポー(Jirattikan Tasee) - カイワーン(Manita Chanchai) - マーミン(Manichar Aimdilokwong) - エンジェル(Napassanan Thambuacha) | - ニーナー(Nattarika Boontua) - ニーニー(Phitchayapha Supanya) - ピン(Pinpana Saengboon) - ミーン(Pitchayathida Sonthisakwanna) | - フォーチュン(Pundita Koontawee) - シター(Sita Teeradechsakul) - カニン(Vithita Srasreesom) - パンチ(Wacharee Danphasukkul) |